# Rokumeikan
El Rokumeikan (鹿鳴館?), conocido en el mundo anglosajón como "Deer-cry Hall" o “Deer Cry Pavilion”, fue un edificio construido en Tokio e inaugurado en 1883 diseñado por el arquitecto británico Josiah Conder, una eminencia dentro del campo arquitectónico en Japón, e impulsado por el ministro de Exteriores japonés Inoue Kaoru?.
Enmarcado en la controversia que generó la occidentalización del Japón en la Era Meiji, el Rokumeikan sirvió para acoger diplomáticos extranjeros así como para albergar celebraciones y bailes donde asistía la clase alta japonesa, que era instruida a su vez en las costumbres y buenos modales occidentales.
Fue demolido completamente en 1941.

## Nombre (etimología)
El nombre “Rokumeikan” proviene del chino clásico, del Shi Jing (“Libro de canciones”). Se refiere a la oda número 161, titulada Lù Ming (鹿鳴), que en japonés se lee “rokumei”. El poema habla de la hospitalidad de los seres cercanos y fue escogido por Nakai Hiromu, el primer marido de Takeko (la mujer de Inoue Kaoru), según el cual “ilustra las armoniosas relaciones sociales entre las personas de todas las nacionalidades”:
"You, You, bala el ciervo,
Pastando la artemisa de los campos.
He aquí los admirables invitados;
Son tocados los laúdes y soplados los órganos;
Sopla el órgano hasta que se avivan sus lenguas.
Ante ellos se presentan los canastos con ofrendas.
Hay un hombre que me ama,
Y que me mostrará las vías de Zhou."
(Traducción de José María Cabeza Laínez)
Normalmente se traduce el nombre como “Pabellón del bramido del ciervo”, mientras que en libros antiguos aparece engañosamente como “Salón del ciervo que brama”. Una vez comprado por el grupo Kazoku Kaikan (Peers Club) fue renombrado como Kazoku Kaikan, pero también recibió nombres como “Club de los nobles” o “Club de la nobleza”.

## Historia

### Contexto político
La Era Meiji, época del Japón que se dio tras la renuncia del último shōgun Tokugawa, Tokugawa Yoshinobu, y la restauración del poder imperial en 1868, se caracteriza por ser el periodo de modernización y occidentalización del Japón. Tras el traslado de la capital de Kioto a Edo (rebautizada como Tokio), el nuevo gobierno Meiji comenzó a establecer las bases de la modernización de la nación.

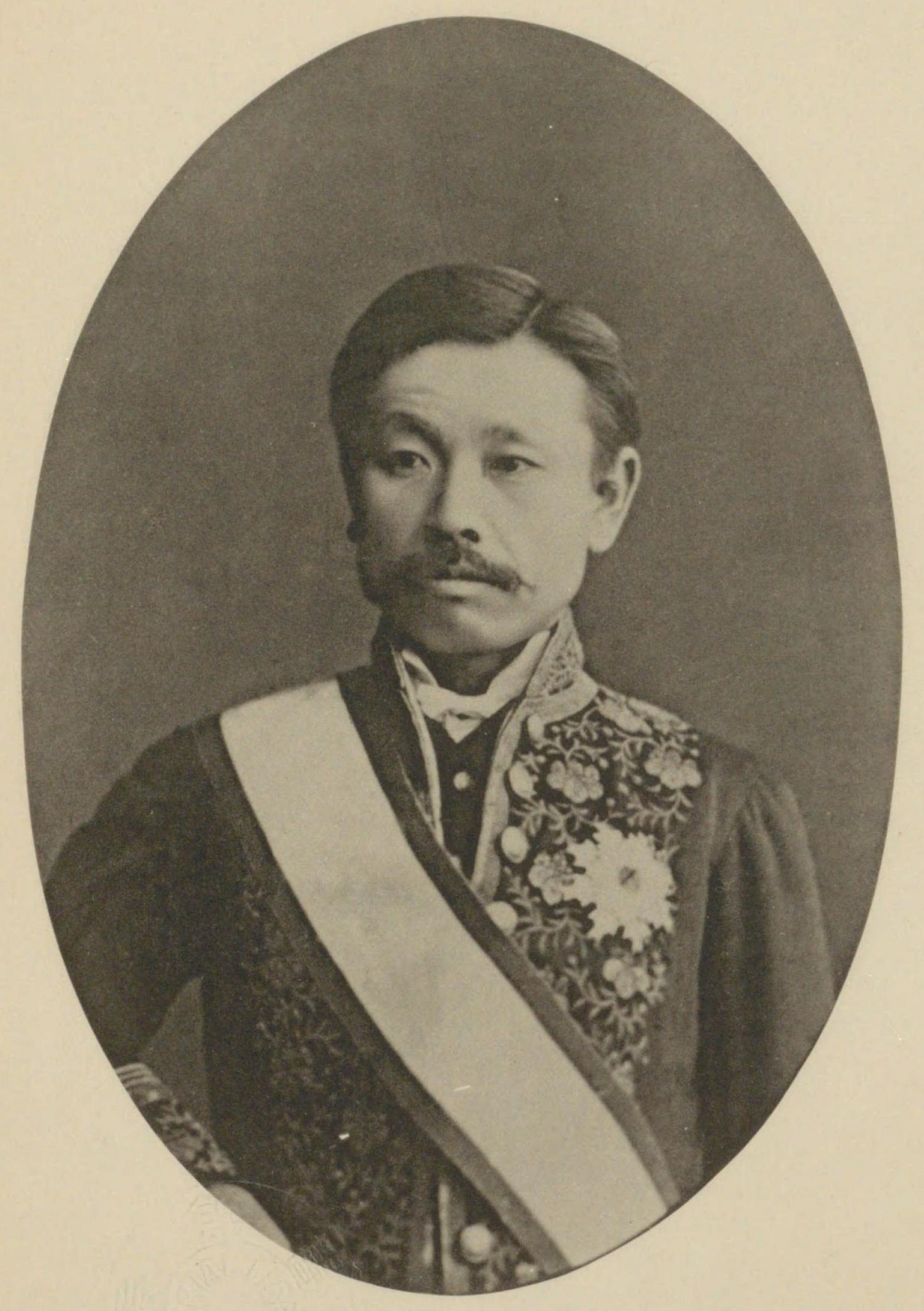
Inoue Kaoru, ministro de Exteriores del Japón (1879-1887)

Durante esta época se construirían una gran cantidad de edificios de corte occidental, las razones para ello siendo varias: desde el punto de vista práctico, se necesitaban edificios para llevar a cabo actividades hasta entonces no presentes a nivel oficial, tales como universidades o museos, pero también existían razones ideológicas tras la elección de una arquitectura occidental, ya que estos nuevos edificios a construir debían encarnar la autoridad de un gobierno central que tenía como objetivo principal gobernar mucho más directamente que el anterior shogunato Tokugawa. Estos imponentes y gigantescos edificios servirían para mostrarle al pueblo japonés el poder y la estabilidad del nuevo régimen. Además de ello, a nivel internacional, con la construcción de estos edificios se buscaba mostrar que Japón era un país digno de ser tratado como igual entre otras naciones desarrolladas.
Asimismo, a nivel interno el nuevo gobierno necesitaba establecerse como algo completamente diferente al antiguo régimen, y los estilos arquitectónicos del pasado eran poco apropiados para ello. La mayoría de los estilos que el público reconocía eran asociados con la cultura de la Era Tokugawa, estilos que, a ojos del gobierno Meiji, carecían de la monumentalidad necesaria en la nueva era. El estilo occidental arquitectónico, claramente diferente al de la cultura Edo, presentaba una imagen moderna, señalando que el gobierno era uno progresivo. Además, los edificios de estilo occidental eran imponentes, una cualidad poco común en la arquitectura del Período Edo.

### Construcción

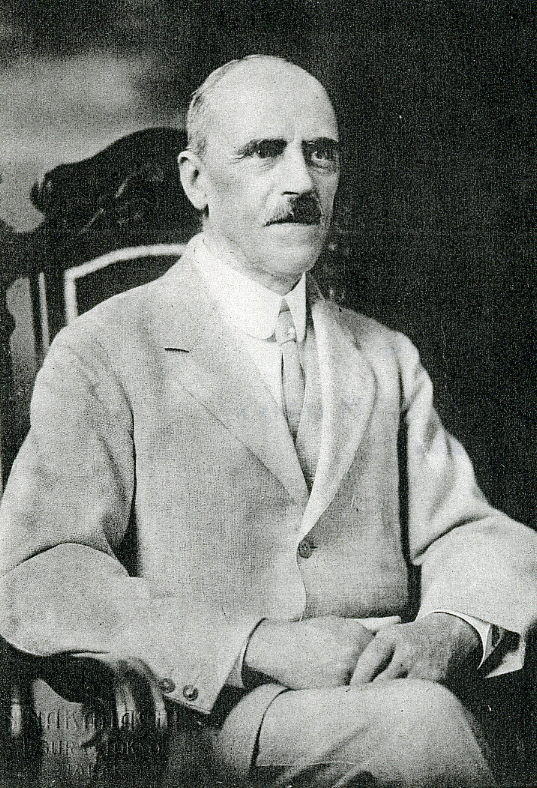
Josiah Conder, arquitecto y autor del Rokumeikan

El ministro de Exteriores japonés, Inoue Kaoru, era partidario del estilo occidental como ruptura con el pasado régimen Edo, ya que la arquitectura tradicional japonesa ofrecía pocas posibilidades en ese sentido. Pretendía proyectar modernidad de cara a los extranjeros, algo que se apreciaba en edificios tales como museos o universidades, caracterizados por construcciones monumentales de piedra o ladrillo donde se quería dar una imagen imponente de las autoridades. Destacaba la necesidad de construir un nuevo espacio donde acoger a los diplomáticos extranjeros, ya que el edificio utilizado hasta entonces como tal era el Enryôkan, el cual no contaba con la aprobación de Inoue que lo consideraba de aspecto poco imponente para su cometido.
Así pues, con el apoyo de Inoue, se aprobó en 1880 la construcción del Rokumeikan con una dotación presupuestaria de cien mil yenes y la comisión supervisora decidió delegar la responsabilidad del proyecto a manos de Josiah Conder, arquitecto de procedencia británica y ubicado dentro de los oyatoi: extranjeros contratados por el gobierno japonés por sus conocimientos especializados para contribuir a la modernización del Japón.
Las obras de construcción del Rokumeikan se iniciaron al año siguiente (1881) en unos terrenos situados cerca de donde se construiría más tarde el Hotel Imperial de Tokio, en el barrio especial de Kojimachi como se denominaba en la Era Meiji (actualmente es el barrio especial de Chiyoda), y donde antes se encontraba el Yamashitamonnai Museum. Durante esta etapa de obras surgieron problemas técnicos derivados de la incidencia de terremotos en la zona, tanto por el riesgo de incendio en una ciudad densamente poblada como Tokio, agravado a su vez por la tradición arquitectónica japonesa de erigir construcciones con estructuras de madera, como la estabilización del suelo que llevó a ampliar el coste inicial de la construcción en cuarenta mil yenes.

### Historia y eventos del edificio
El edificio fue inaugurado oficialmente el 28 de noviembre de 1883 con una gala a la que asistieron 1.200 invitados de diferentes categorías entre nobles, burócratas y diplomáticos extranjeros, y fue presidida por Inoue y su esposa Takeko. El Rokumeikan sirvió sin duda para representar la capacidad por parte del gobierno japonés para imitar los rituales occidentales, creando un lugar donde poder relacionarse con occidentales, cenar con ellos e incluso formar parte de otras actividades como bailar y jugar, aprendiendo así sobre varias festividades como por ejemplo la Navidad o la Pascua. De esta manera, Inoue esperaba que el edificio funcionara como un fórum para educar a los japoneses, de forma que aprendieran sobre el comportamiento e ideología de los occidentales.
El objetivo principal del Rokumeikan era impresionar a los visitantes occidentales, creando un ambiente impecable en el que los diplomáticos y los dignatarios extranjeros no se sintieran rodeados de nativos, sino entre iguales que compartieran sus costumbres y cultura. Aunque la idea de la construcción del Rokumeikan surgió a causa de la falta de alojamientos adecuados para los visitantes extranjeros, pronto asumió un papel mucho más importante como escenario para funciones más cosmopolitas tales como fiestas, bazares solidarios y, sobre todo, sus famosos bailes. El edificio debía ser el lugar por excelencia para la comunicación con las naciones de Occidente.
Los japoneses que deseaban llevar un estilo de vida más occidental acudiendo a bailes, aprendiendo inglés o francés y entrando en contacto con extranjeros, acudían también al Rokumeikan con este objetivo. Los extranjeros que vivían en la capital japonesa eran contratados como profesores de baile y los japoneses pudientes acudían a sus clases para después lucir sus aptitudes en los grandes bailes que se celebraban en el Rokumeikan. Así, durante los años que se tuvieron lugar dichas actividades, entre 1883 y 1887, este se convirtió en algo más que un edificio: fue la representación de un estilo de vida.

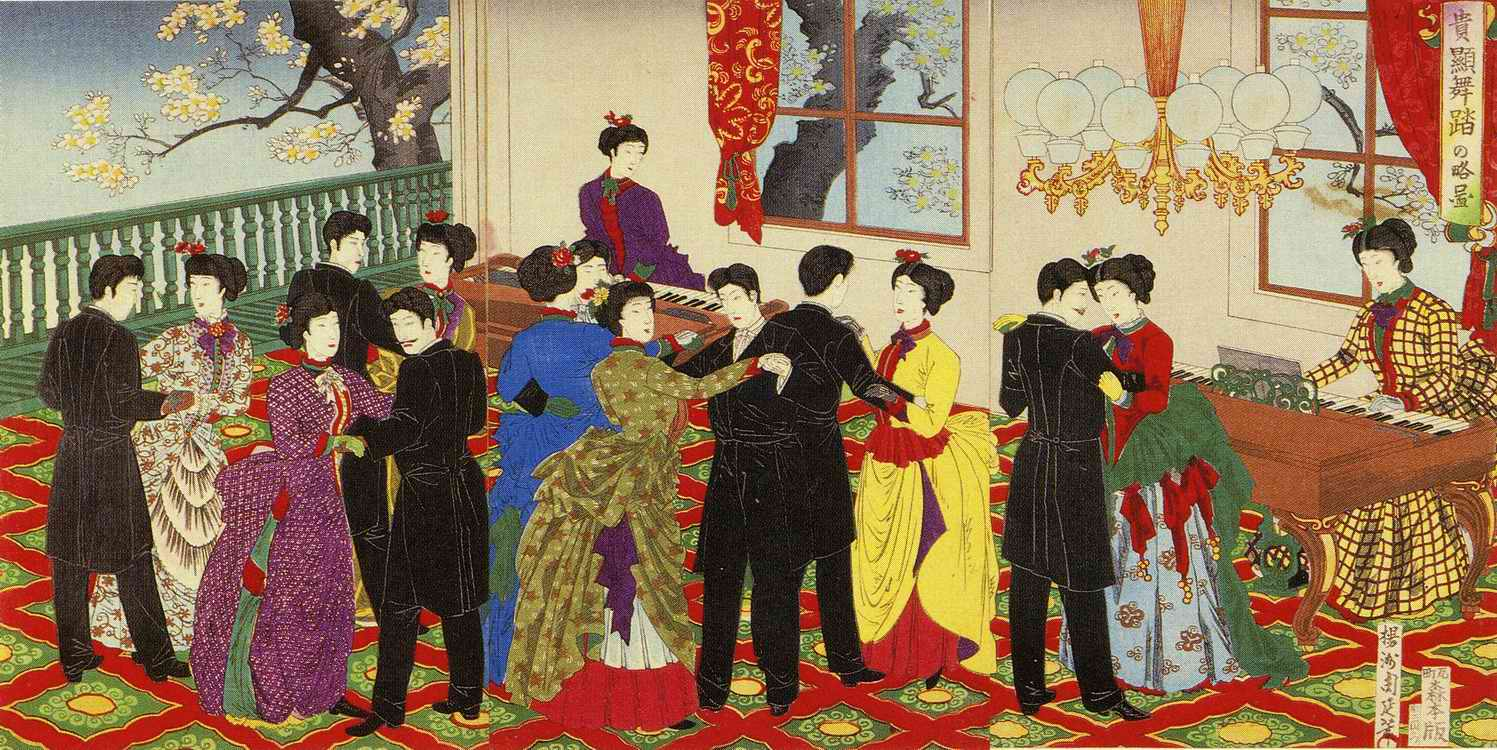
Ilustración ukiyo-e de la sala de bailes del Rokumeikan ("Kiken butō no ryakuzu" de Toyohara Chikanobu).

Aunque el apogeo del Rokumeikan fue breve, se hizo famoso por sus fiestas y bailes e introdujo a muchos japoneses de alto rango a las costumbres occidentales por primera vez, por lo que actualmente sigue siendo un hito en la memoria cultural del Japón. Fue, asimismo, muy utilizado para el alojamiento de los invitados del gobierno y para las reuniones entre los japoneses que ya habían vivido en el extranjero.
El Rokumeikan sirvió banquetes elaborados al estilo occidental, con menús escritos en francés, y en el salón de bailes los caballeros japoneses, con trajes de noche importados de Londres, bailaron valses, polcas, y cuadrillas con damas japonesas vestidas a la última moda de París y al son de las últimas canciones europeas interpretadas por las bandas del Ejército o de la Marina. Los residentes extranjeros de Tokio fueron contratados como profesores de baile. 
Entre los múltiples eventos acaecidos en el edificio, algunos acontecimientos destacan por encima de otros: en 1884, un grupo de mujeres japonesas montaron un bazar con la intención de recolectar caridad para un hospital. Ese mismo año, Inoue invitó al Rokumeikan a altos cargos de la comunidad internacional para celebrar el cumpleaños del emperador con un baile, evento que serviría para que las damas nobles, incluida la emperatriz, empezaran a usar ropas occidentales para acontecimientos de carácter público.

#### Declive
En 1890, el Hotel Imperial de Tokio abrió cerca del Rokumeikan (de nuevo con la participación de Inoue), y estaba en un nivel superior. La apertura del hotel eliminó la necesidad del Rokumeikan como residencia para los visitantes extranjeros. Los banquetes y bailes continuaron, y la reacción de los nativos no frenó la construcción de otros edificios de estilo occidental en Tokio, pero con la progresiva occidentalización del Japón, un creciente sentimiento de nacionalismo cultural, y la eventual eliminación de los tratados desiguales, el Rokumeikan fue perdiendo importancia paulatinamente.
Seducido por las ideas de John Stuart Mill, Inoue insistió en que para tener la misma igualdad que los occidentales, los japoneses debían adoptar también sus maneras y esta insistencia fue su puerta a la decadencia, fracasando estrepitosamente. La caída de Inoue Kaoru fue ligada a la disminución de la importancia del Rokumeikan, aunque el fracaso político de este no fue la única causa, ya que también contaba con desperfectos como pilares rotos y varias grietas que amenazaban la seguridad y la integridad del edificio.

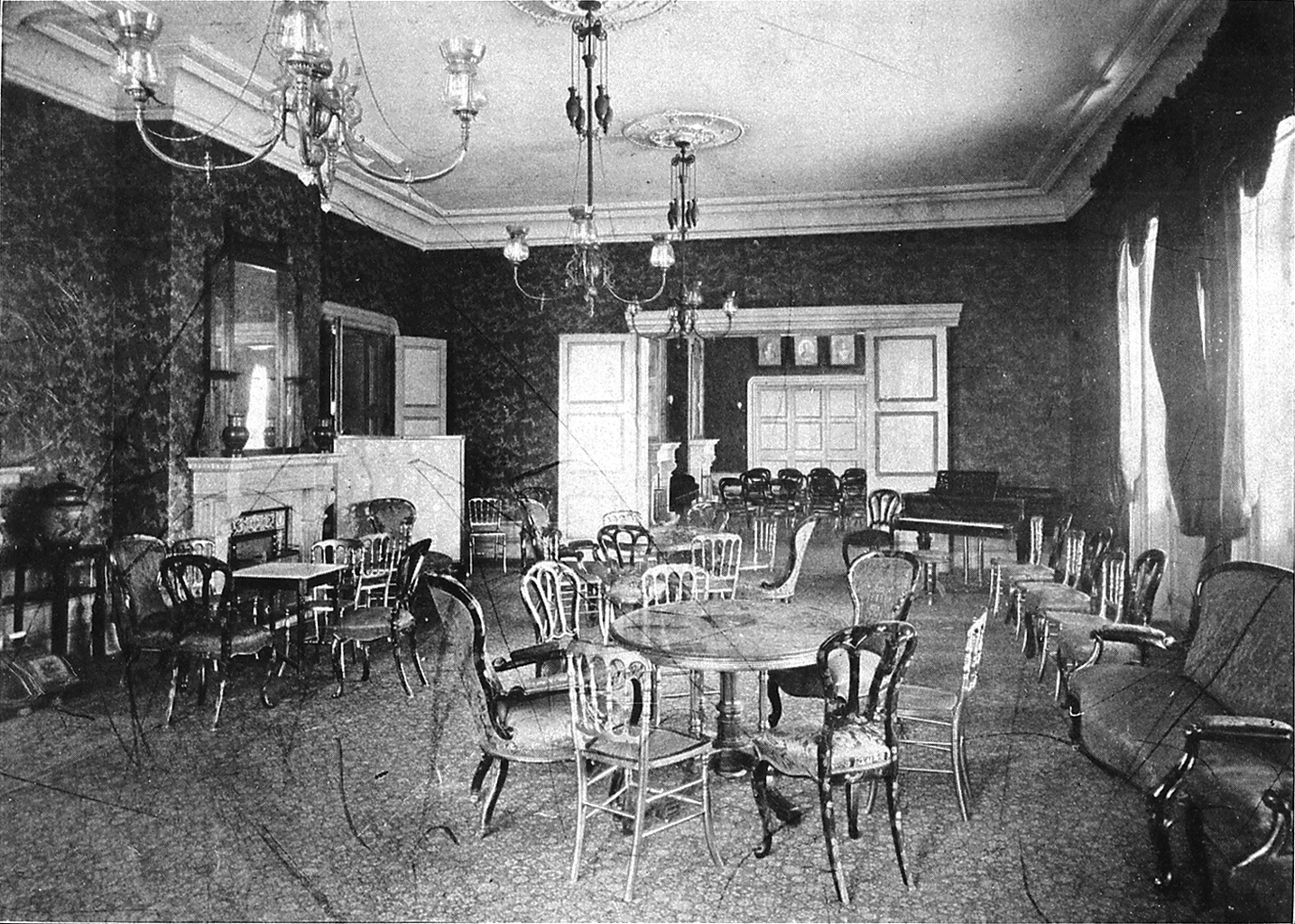
Interior del Kazoku Kaikan (Peers Club) en 1911

El Rokumeikan fue vendido en 1890 a una asociación de kazoku de la nobleza del Japón. El edificio fue severamente dañado en el terremoto de 1894 de Tokio, y el alto coste de las reparaciones fue otro factor más que contribuyó a una disminución en el uso del edificio. En 1897, Conder fue llamado por la Kazoku Kaikan (Peers Club) para reparar el edificio y realizar modificaciones adicionales, cambiando el nombre de Rokumeikan y pasando a ser conocido como Kazoku Kaikan.
Eventualmente el edificio fue parcialmente demolido en 1935, y en 1941 se destruyó totalmente. Este fue un acontecimiento que perturbó a los arquitectos Taniguchi Yoshiro y Moto Tsuchikawa, quienes reconocieron el peligro del potencial olvido de estas estructuras, lo que finalmente les llevó a crear el Meiji Mura para la conservación de edificios de la época Meiji.
Debe tenerse en cuenta que el fin del Rokumeikan no significó un retorno a la Era Tokugawa, sino que Japón tomó buenos referentes de Occidente, como algunas instituciones políticas, y los unió a la esencia japonesa tradicional.

## Crítica social
El edificio Rokumeikan fue construido como un edificio para albergar a diplomáticos extranjeros en Japón y debía ser un lugar lleno de lujos que propiciara la comunicación entre ambos dignatarios para poder así reforzar las relaciones con Occidente. El arquitecto Josiah Conder trató de matizar la influencia de la arquitectura occidental en su trabajo, proponiendo una serie de cambios y mezclas, creando así un estilo difícil de definir. Con cualidades que recuerda al Islam o los motivos árabes, que se añadieron en la posterior reforma, el Rokumeikan era una referencia más a Oriente que Occidente, algo que matizó en su crítica el arquitecto Fujimori Terunobu. Conder trató de mostrar como Japón había adoptado los símbolos occidentales, dentro de su propia cultura.

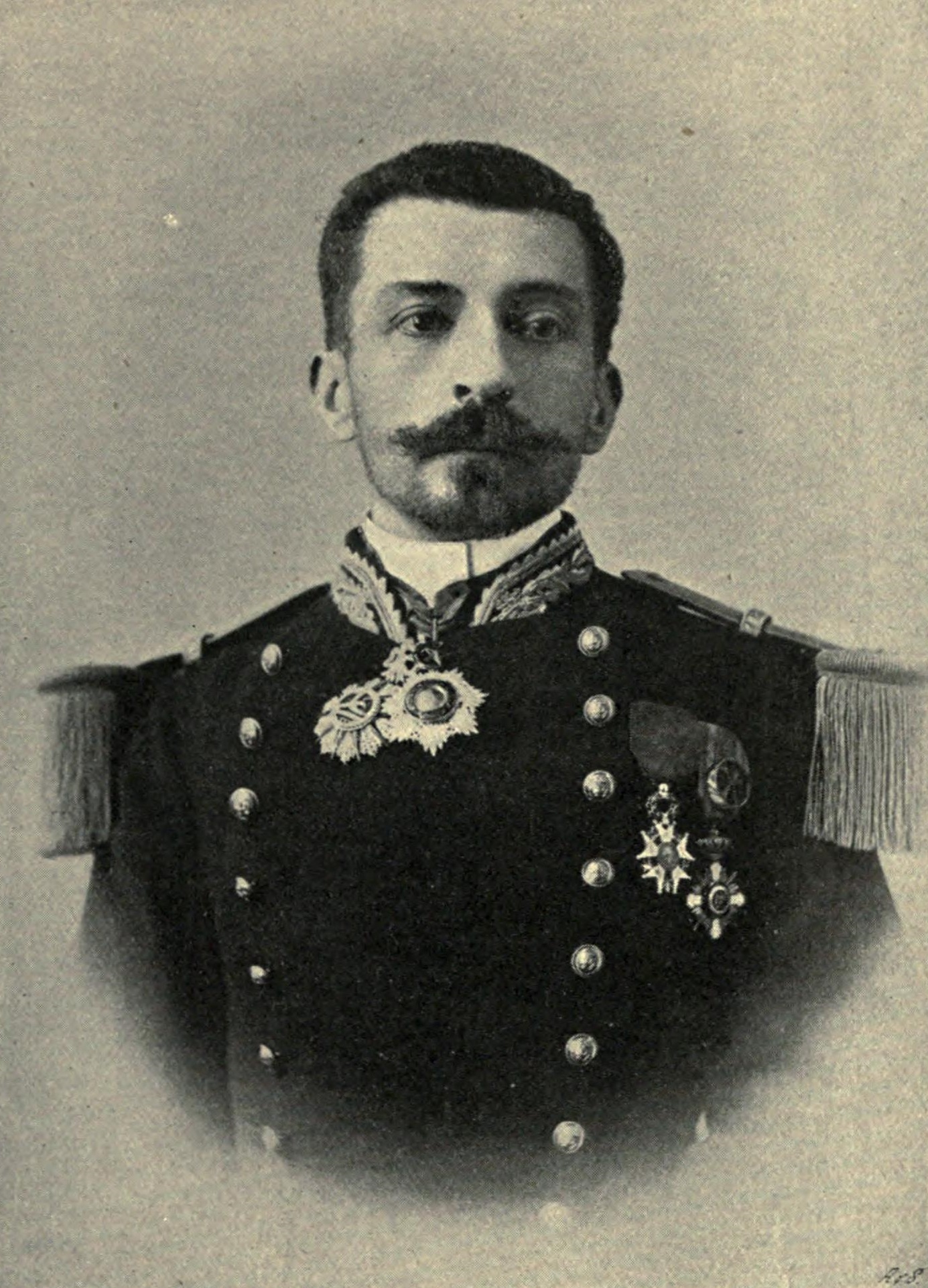
Pierre Loti, uno de los principales detractores del Rokumeikan

Por parte de los medios de comunicación japoneses, no se le dio relativamente mucha importancia a la construcción del edificio. La prensa pasó muy por encima este tema en concreto. Aunque los más tradicionalistas y conservadores japoneses, se mostraron indignados ante lo que ellos creían como una pérdida de la moral, ya que existían actos y eventos donde se fomentaba la cercanía física entre hombres y mujeres como podrían ser los bailes o banquetes.
Por un lado la construcción y la reforma de este edificio también supuso un aumento de los impuestos para el pueblo, algo que afectó a la opinión generalizada: existía entonces una crítica más nacionalista a la construcción del Rokumeikan, teniendo en cuenta la pérdida de la tradicionalidad que siempre había marcado la cultura japonesa para dar paso a la modernidad de un Japón en crecimiento, tratando de ponerse a la par con Occidente y así fomentar entonces las relaciones de igualdad con ellos.
De otra parte, la crítica de los occidentales fue sin duda mucho más fuerte que la de los propios japoneses, mostrando así en su mayoría un descontento ante este trabajo. Un ejemplo claro podrían ser los comentarios del escritor francés Pierre Loti, que fueron realmente duros. Comparó el Rokumeikan con un mal casino de una ciudad europea a la vez que se cuestionaba dónde estaba la influencia occidental que Japón quería mostrar, dando a entender que las ideas de Inoue Kaoru de enseñar un estilo puramente occidental habían fallado estrepitosamente.

## Alusiones en la literatura
- Chijin no ai (痴人の愛)[15] o "Naomi" (1924) de Tanizaki Jun'ichirō, novela en la que la protagonista Naomi menciona indirectamente lugares donde el baile era un elemento socializador como en el Rokumeikan, a pesar de ambientarse en la Era Taishō.[16]
- Butoukai (舞踏会) o "El baile" (1920) de Akutagawa Ryūnosuke, un relato corto donde el autor explica en tono ficticio el encuentro de una bailarina con Pierre Loti en el Rokumeikan.[17]
- Rokumeikan (1956), una representación teatral de Mishima Yukio. Dividida en cuatro actos y ambientada en el 3 de noviembre de 1886, el Rokumeikan acoge la fiesta de cumpleaños del emperador, a la que asisten también emisarios extranjeros, y en la que un grupo de contrarios a la occidentalización del Japón están dispuestos a intrusarse en la celebración.[18]

Sobre la base de la obra de teatro se elaboró la película Rokumeikan (1986), dirigida por Ichikawa Kon, y una TV movie homónima en 2008 así como menciones en los cómics manga Lady Snowblood (1972), escrito por Koike Kazuo, y Aoi Hana (2004) de Shimura Takako.